# Baozi, Hunan
Baozi (kinesiska: 堡子, 堡子镇) är en köping i Kina. Den ligger i provinsen Hunan, i den södra delen av landet, omkring 340 kilometer sydväst om provinshuvudstaden Changsha. Antalet invånare är 14651. Befolkningen består av 7 202 kvinnor och 7 449 män. Barn under 15 år utgör 17,0 %, vuxna 15-64 år 71 %, och äldre över 65 år 10,0 %.
Genomsnittlig årsnederbörd är 1 744 millimeter. Den regnigaste månaden är maj, med i genomsnitt 268 mm nederbörd, och den torraste är december, med 63 mm nederbörd.